# Nathan Milstein
Pour les articles homonymes, voir Milstein.
Nathan Mironovitch Milstein (en russe : Ната́н Миро́нович Мильште́йн), né le 31 décembre 1903 à Odessa et mort le 21 décembre 1992 à Londres, est un violoniste d'origine russe et juive, naturalisé américain en 1942 après avoir passé une grande partie de sa vie aux États-Unis.

## Biographie
Forcé par sa mère à prendre des cours de violon dès l'âge de 4 ans, il étudie d'abord avec Pyotr Stolyarsky (en) (également le professeur de David Oïstrakh). À 10 ans déjà, il joue le Concerto de Glazounov sous la direction du compositeur lui-même. L'année suivante, il est invité à étudier avec Leopold Auer au conservatoire de Saint-Pétersbourg. 
Il revient à Odessa en 1917 lorsque Auer quitte la Russie pour la Norvège, et part en 1921 pour Kiev où il rencontre Vladimir Horowitz, avec lequel il se lie d'amitié. Ils partent ensemble pour une tournée européenne en 1925 en tant qu'ambassadeurs culturels de l'Union soviétique. Milstein ne retournera jamais dans son pays, vivant d'abord à Berlin, puis à Bruxelles, où il étudie avec Eugène Ysaÿe.
Milstein fait ses débuts aux États-Unis en 1929 : tournée avec Horowitz et le violoncelliste Gregor Piatigorsky, il jouait sur un Stradivarius de 1710 ayant appartenu à Goldmann et qu'il nomme affectueusement « Marie-Thérèse » (prénom de sa femme), concerts avec Leopold Stokowski et l'Orchestre de Philadelphie. Il s'installe à New York, revenant fréquemment donner des concerts en Europe et est considéré comme l'un des plus grands violonistes du XXe siècle : fuyant le spectaculaire et les effets faciles et faisant corps avec son instrument, il est connu en particulier pour ses interprétations d'œuvres de musique romantique ainsi que des Sonates et partitas pour violon seul de Jean-Sébastien Bach. Il continue à donner des concerts à plus de 80 ans mais doit mettre fin à sa carrière en 1987, à l'âge de 83 ans, à la suite d'une fracture de la main, après avoir passé les dernières années de sa vie à adapter ses doigtés pour trois doigts encore fonctionnels.
Milstein est également l'auteur d'un grand nombre d'arrangements pour violon ainsi que de cadences, en particulier pour les concertos de Mozart (K. 219), de Beethoven (op. 61), de Brahms (op. 77) et de Paganini (op. 6).
Nommé chevalier de la Légion d'honneur en 1958, il a reçu également un Grammy Award en 1975.

## Ses violons
1. Stradivarius de 1716 ayant appartenu à Henry Goldman, « Le Maria-Theresa » (des prénoms de sa femme et de sa fille)[1].
2. Stradivarius de 1703 ayant appartenu à Charles Dancla, « Le Dancla ».

## Témoignages vidéo-musicaux
Il nous reste des interprétations musicales de Nathan Milstein un certain nombre de témoignages vidéos. L'artiste a été filmé jouant :
- Brahms : Concerto pour violon en ré majeur, Finale (Norman Del Mar) ;
- Beethoven : Sonate pour violon et piano no 9 en la majeur « Kreutzer », 1er et 3e mouvements avec Georges Pludermacher) au piano ;
- Sarasate : Introduction et Tarentelle, avec Georges Pludermacher au piano ;
- J.S Bach : Partita no 2 en ré mineur, BWV 1004 - V. Chaconne ;
- Milstein : Paganiniana (variations sur des thèmes provenant d'œuvres de Paganini) ;
- J.S Bach : Partita no 3 en mi majeur, BWV 1006 - I. Prélude ;
- Paganini : Caprice no 24 en la mineur ;
- Falla : Suite populaire espagnole - Jota, Asturiana, avec Ernest Lush au piano ;
- Mozart : Adagio en mi majeur, K.261, avec Ernest Lush au piano ;
- Mozart : Rondo en ut majeur, K.373, avec Ernest Lush au piano ;
- Paganini : Caprice no 1 en ut majeur ;
- Mozart : Concerto en la majeur, K.219, 1er mouvement (Norman Del Mar) ;
- Nováček : Perpetuum mobile, avec Ernest Lush au piano ;
- Mendelssohn : Concerto pour violon en mi mineur op. 64 (orchestre symphonique de Chicago, Walter Hendl) 4 mars 1962 ;
- Tchaïkovsky : concerto pour violon en ré majeur op. 35 (orchestre symphonique de Chicago, Walter Hendl) 6 janvier 1963.

## Discographie sélective
Camille Saint-Saëns : Concerto pour violon no 3 ; Ernest Chausson : Poème, Nathan Milstein, violon - The Philharmonia Orchestra, dir. Anatole Fistoulari (LP Columbia EMI, 1962).